# Argna ferrari
Argna ferrari is een slakkensoort uit de familie van de Argnidae. De wetenschappelijke naam van de soort is voor het eerst geldig gepubliceerd in 1838 door Porro.